# Evolvulus simplex
Evolvulus simplex är en vindeväxtart som beskrevs av Anderss. Evolvulus simplex ingår i släktet Evolvulus och familjen vindeväxter. Inga underarter finns listade i Catalogue of Life.